# Суджанский район
Суджа́нский район — административно-территориальная единица (район) и муниципальное образование (муниципальный район) на юго-западе Курской области России. С августа 2024 года по апрель 2025 года территория района находилась под украинской оккупацией.
Административный центр — город Суджа.

## География
Площадь — 995 км². Район граничит с Кореневским, Льговским, Большесолдатским, Беловским районами Курской области, а также с Украиной.
Территория Суджанского района расположена в юго-западной части Средне-Русской возвышенности, юго-западная часть района относится к Беловскому, а северо-восточная часть к Медвенскому геоморфологическому району.
Поверхность представляет возвышенное волнистое плато, сильно изрезанное оврагами и балками.
Основные реки — Суджа (протяжённость на территории района 46 км), Псёл (34 км), Снагость (22 км), Воробжа (28 км), Ивница (23 км), Локня (26 км), Малая Локня (24 км), Смердица (17 км), Ржава (9 км), Олешня (12 км), Конопелька (16 км).

## История
Суджанский район образован 30 июля 1928 года из части упразднённого Суджанского уезда Курской губернии. Первоначально входил в состав Льговского округа Центрально-Чернозёмной области. После упразднения округов в 1930 перешёл в непосредственное подчинение областному центру Центрально-Чернозёмной области (Воронеж). В 1934 году вошел в состав вновь образованной Курской области.
В ходе вторжения России на Украину в августе 2024 года район стал ареной боевых действий в Курской области, районный центр и большая часть территории района оказалась под украинской оккупацией. В октябре, по данным Южной Кореи и США, в Курской области задействовали, кроме российских солдат, от 10 до 12 тыс. военных Северной Кореи. На 18 декабря, по информации Associated Press, российские войска отвоевали 20 % занятой Украиной территории.
К марту 2025 года ВСУ контролируют до 100 квадратных километров территории.

## Население
| 1989    | 2002    | 2004    | 2007    | 2009    | 2010    | 2011    | 2012    | 2013    |
| ------- | ------- | ------- | ------- | ------- | ------- | ------- | ------- | ------- |
| 34 438  | ↘31 466 | ↘30 800 | ↘29 273 | ↘29 012 | ↘26 964 | ↘26 889 | ↘26 526 | ↘26 422 |
| 2014    | 2015    | 2016    | 2017    | 2018    | 2019    | 2020    | 2021    | 2024    |
| ↘26 412 | ↘26 370 | ↗26 433 | ↗26 773 | ↘26 689 | ↘26 479 | ↘26 206 | ↘25 119 | ↘24 336 |

### Урбанизация
Городское население (город Суджа) составляет 20,3 % от всего населения района.

### Национальный состав
По итогам переписи населения 2020 года проживали следующие национальности (национальности менее 0,1 % и другое, см. в сноске к строке «Другие»):
| Национальность | Численность, чел. | Доля     |
| -------------- | ----------------- | -------- |
| Русские        | 23 981            | 95,47 %  |
| Украинцы       | 242               | 0,96 %   |
| Армяне         | 155               | 0,62 %   |
| Езиды          | 136               | 0,54 %   |
| Азербайджанцы  | 73                | 0,29 %   |
| Молдаване      | 32                | 0,13 %   |
| Турки          | 30                | 0,12 %   |
| Другие         | 470               | 1,87 %   |
| Итого          | 25 119            | 100,00 % |

## Административное деление
Суджанский район как административно-территориальная единица включает 21 сельсовет и один город.
В рамках организации местного самоуправления в муниципальный район входят 17 муниципальных образований, в том числе 1 городское и 16 сельских поселений:
| №        | Муниципальное образование  | Административный центр   | Количество населённых пунктов | Население (чел.) | Площадь (км²) |
| -------- | -------------------------- | ------------------------ | ----------------------------- | ---------------- | ------------- |
| 1e-06    | Городское поселение:       |                          |                               |                  |               |
| 1        | город Суджа                | город Суджа              | 1                             | ↘5127            | 4,24          |
| 1.000002 | Сельские поселения:        |                          |                               |                  |               |
| 2        | Борковский сельсовет       | село Борки               | 2                             | ↘483             | 48,36         |
| 3        | Воробжанский сельсовет     | село Воробжа             | 5                             | ↘695             | 62,43         |
| 4        | Гончаровский сельсовет     | слобода Гончаровка       | 4                             | ↗3039            | 47,05         |
| 5        | Гуевский сельсовет         | село Гуево               | 2                             | ↘871             | 54,28         |
| 6        | Замостянский сельсовет     | слобода Замостье         | 5                             | ↗3229            | 70,37         |
| 7        | Заолешенский сельсовет     | слобода Заолешенка       | 5                             | ↘3090            | 73,32         |
| 8        | Казачелокнянский сельсовет | село Казачья Локня       | 6                             | ↗873             | 51,01         |
| 9        | Малолокнянский сельсовет   | село Малая Локня         | 7                             | ↗1050            | 61,34         |
| 10       | Мартыновский сельсовет     | село Мартыновка          | 2                             | ↘814             | 50,04         |
| 11       | Махновский сельсовет       | село Махновка            | 6                             | ↘1604            | 51,98         |
| 12       | Новоивановский сельсовет   | село Новоивановка        | 6                             | ↘386             | 55,68         |
| 13       | Плёховский сельсовет       | село Плёхово             | 1                             | ↘581             | 47,59         |
| 14       | Погребской сельсовет       | село Погребки            | 13                            | ↘414             | 74,24         |
| 15       | Пореченский сельсовет      | село Черкасское Поречное | 10                            | 1447             | 123,27        |
| 16       | Свердликовский сельсовет   | село Свердликово         | 6                             | ↘1042            | 85,83         |
| 17       | Уланковский сельсовет      | село Уланок              | 1                             | ↘498             | 33,70         |

В ходе муниципальной реформы 2006 года в составе новообразованного муниципального района законом Курской области от 21 октября 2004 года были созданы 22 муниципальных образования, в том числе одно городское поселение (в рамках города) и 21 сельское поселение в границах сельсоветов.
Законом Курской области от 26 апреля 2010 года был упразднён ряд сельских поселений: Ивницкий сельсовет (включён в Погребской сельсовет); Лебедевский сельсовет (включён в Свердликовский сельсовет); Гоголевский сельсовет (включён в Заолешенский сельсовет); Киреевский сельсовет и Русскопореченский сельсовет (включены в Пореченский сельсовет). Соответствующие сельсоветы как административно-территориальные единицы упразднены не были.

## Населённые пункты
В Суджанском районе один город и 81 сельский населённый пункт.
| №  | Населённый пункт      | Тип     | Население | Муниципальное образование  |
| -- | --------------------- | ------- | --------- | -------------------------- |
| 1  | Агроном               | хутор   | →51       | Замостянский сельсовет     |
| 2  | Александрия           | деревня | ↘1        | Новоивановский сельсовет   |
| 3  | Бахтинка              | деревня | ↘143      | Пореченский сельсовет      |
| 4  | Богдановка            | деревня | ↗31       | Казачелокнянский сельсовет |
| 5  | Бондаревка            | село    | ↘112      | Замостянский сельсовет     |
| 6  | Борки                 | село    | ↘378      | Борковский сельсовет       |
| 7  | Викторовка            | деревня | ↘108      | Малолокнянский сельсовет   |
| 8  | Воробжа               | село    | ↘251      | Воробжанский сельсовет     |
| 9  | Генераловка           | деревня | ↘12       | Погребской сельсовет       |
| 10 | Гоголевка             | село    | ↘184      | Заолешенский сельсовет     |
| 11 | Гончаровка            | слобода | ↗2759     | Гончаровский сельсовет     |
| 12 | Горналь               | село    | ↘206      | Гуевский сельсовет         |
| 13 | Гуево                 | село    | ↘904      | Гуевский сельсовет         |
| 14 | Дарьино               | село    | ↘144      | Свердликовский сельсовет   |
| 15 | Дмитрюков             | хутор   | ↗64       | Махновский сельсовет       |
| 16 | Дьяковка              | деревня | ↘8        | Погребской сельсовет       |
| 17 | Зазулевка             | хутор   | ↘15       | Казачелокнянский сельсовет |
| 18 | Замостье              | слобода | ↘2114     | Замостянский сельсовет     |
| 19 | Заолешенка            | село    | ↘2679     | Заолешенский сельсовет     |
| 20 | Зелёный               | хутор   | ↘5        | Пореченский сельсовет      |
| 21 | Зелёный Шлях          | хутор   | ↘37       | Новоивановский сельсовет   |
| 22 | Ивашковский           | хутор   | ↘122      | Пореченский сельсовет      |
| 23 | Ивница                | село    | ↘27       | Погребской сельсовет       |
| 24 | Исаковка              | деревня | ↘35       | Погребской сельсовет       |
| 25 | Казачья Локня         | село    | ↘605      | Казачелокнянский сельсовет |
| 26 | Камышевка             | деревня | ↘0        | Погребской сельсовет       |
| 27 | Киреевка              | село    | ↘83       | Пореченский сельсовет      |
| 28 | Колмаков              | хутор   | ↘79       | Махновский сельсовет       |
| 29 | Косица                | хутор   | ↘35       | Пореченский сельсовет      |
| 30 | Красный Посёлок       | хутор   | ↘4        | Погребской сельсовет       |
| 31 | Кругленькое           | деревня | ↘3        | Малолокнянский сельсовет   |
| 32 | Кубаткин              | хутор   | ↘33       | Казачелокнянский сельсовет |
| 33 | Куриловка             | деревня | ↘77       | Гончаровский сельсовет     |
| 34 | Лебедевка             | село    | ↘327      | Свердликовский сельсовет   |
| 35 | Леонидово             | деревня | ↘56       | Новоивановский сельсовет   |
| 36 | Леонтьевка            | деревня | ↘105      | Пореченский сельсовет      |
| 37 | Локня                 | посёлок | ↘0        | Свердликовский сельсовет   |
| 38 | Малая Локня           | село    | ↘799      | Малолокнянский сельсовет   |
| 39 | Мартыновка            | село    | ↘687      | Мартыновский сельсовет     |
| 40 | Марьевка              | хутор   | ↘8        | Погребской сельсовет       |
| 41 | Махновка              | село    | ↘1100     | Махновский сельсовет       |
| 42 | Машкино               | деревня | ↘7        | Погребской сельсовет       |
| 43 | Меловой               | посёлок | ↘0        | Гончаровский сельсовет     |
| 44 | Мерзловка             | деревня | ↘53       | Погребской сельсовет       |
| 45 | Мирный                | посёлок | ↘305      | Замостянский сельсовет     |
| 46 | Михайловка            | деревня | ↘109      | Мартыновский сельсовет     |
| 47 | Нижнемахово           | село    | ↘238      | Воробжанский сельсовет     |
| 48 | Нижний Клин           | село    | ↘1        | Свердликовский сельсовет   |
| 49 | Николаевка            | деревня | ↘43       | Малолокнянский сельсовет   |
| 50 | Николаево-Дарьино     | село    | ↘153      | Свердликовский сельсовет   |
| 51 | Никольский            | хутор   | ↘37       | Малолокнянский сельсовет   |
| 52 | Новая Сорочина        | деревня | ↘24       | Малолокнянский сельсовет   |
| 53 | Новоивановка          | село    | ↘228      | Новоивановский сельсовет   |
| 54 | Новоселовка           | хутор   | ↘6        | Погребской сельсовет       |
| 55 | Новочеркасский        | хутор   | ↘12       | Пореченский сельсовет      |
| 56 | Олешня                | хутор   | ↘104      | Заолешенский сельсовет     |
| 57 | Орловка               | деревня | ↗36       | Погребской сельсовет       |
| 58 | Осипова Лука          | деревня | ↘113      | Воробжанский сельсовет     |
| 59 | Плехово               | село    | ↘581      | Плеховский сельсовет       |
| 60 | Погребки              | село    | ↘266      | Погребской сельсовет       |
| 61 | Подол                 | слобода | ↘254      | Гончаровский сельсовет     |
| 62 | Покровский            | хутор   | ↘1        | Новоивановский сельсовет   |
| 63 | Правда                | хутор   | ↘66       | Пореченский сельсовет      |
| 64 | Пушкарное             | село    | ↘288      | Замостянский сельсовет     |
| 65 | Рубанщина             | деревня | ↘147      | Заолешенский сельсовет     |
| 66 | Русская Конопелька    | деревня | ↘205      | Махновский сельсовет       |
| 67 | Русское Поречное      | село    | ↘298      | Пореченский сельсовет      |
| 68 | Свердликово           | село    | ↘543      | Свердликовский сельсовет   |
| 69 | Семеновка             | деревня | ↘69       | Воробжанский сельсовет     |
| 70 | Спальное              | деревня | ↘139      | Борковский сельсовет       |
| 71 | Старая Сорочина       | деревня | ↘16       | Малолокнянский сельсовет   |
| 72 | Суджа                 | город   | ↘4941     | город Суджа                |
| 73 | Толстый Луг           | село    | ↘132      | Новоивановский сельсовет   |
| 74 | Уланок                | село    | ↘498      | Уланковский сельсовет      |
| 75 | Фансеевка             | деревня | ↘5        | Махновский сельсовет       |
| 76 | Хитровка              | деревня | ↘20       | Погребской сельсовет       |
| 77 | Черкасская Конопелька | село    | ↘243      | Махновский сельсовет       |
| 78 | Черкасское Поречное   | село    | ↘768      | Пореченский сельсовет      |
| 79 | Чёрный Олех           | село    | ↘170      | Воробжанский сельсовет     |
| 80 | Южный                 | хутор   | ↘28       | Казачелокнянский сельсовет |
| 81 | 1-й Княжий            | хутор   | ↘192      | Заолешенский сельсовет     |
| 82 | 2-й Княжий            | хутор   | ↘37       | Казачелокнянский сельсовет |

В 2024 году был изменён вид населенныйх пунктов: слобода Заолешенка на село и села Рубанщина на деревня

## Экономика
- ОАО «Суджанский завод тракторных агрегатов»
- ОАО «Суджанский маслодельный комбинат»
- ЗАО «Суджанский мясокомбинат»
- ООО «Зерносервис» (элеватор)
- ОАО «Рождественский спиртзавод»
- ЗАО «Суджанское ДРСУ № 2»
- ОАО «Надежда»
- Комбикормовый завод
- Хладокомбинат
- МАПП «Суджа» — суджанский таможенный пост

Промышленные разработки мела:
1. Русско-Конопельское, для производства цемента;
2. Крейдянское, для строительной извести.

## Транспорт
Через район проходят:
1. пути железной дороги «Санкт-Петербург—Льгов—Суджа—Харьков», со станциями на территории района: Левшинка, Гродненский, Локнинский, Курчаниново, Суджа и Конопельки;
2. автомобильная трасса «Курск—Большое Солдатское—Суджа—Сумы» (Украина);
3. газопровод «Уренгой — Помары — Ужгород»[31].

## Культура
Районы побратимы Суджанского района — Краснопольский и Сумской районы Сумской области Украины.
Суджа и село Гуево — места постоянных творческих экспедиций уроженца этих мест члена Московского союза художников С. Ф. Прилуцкого.

## Достопримечательности

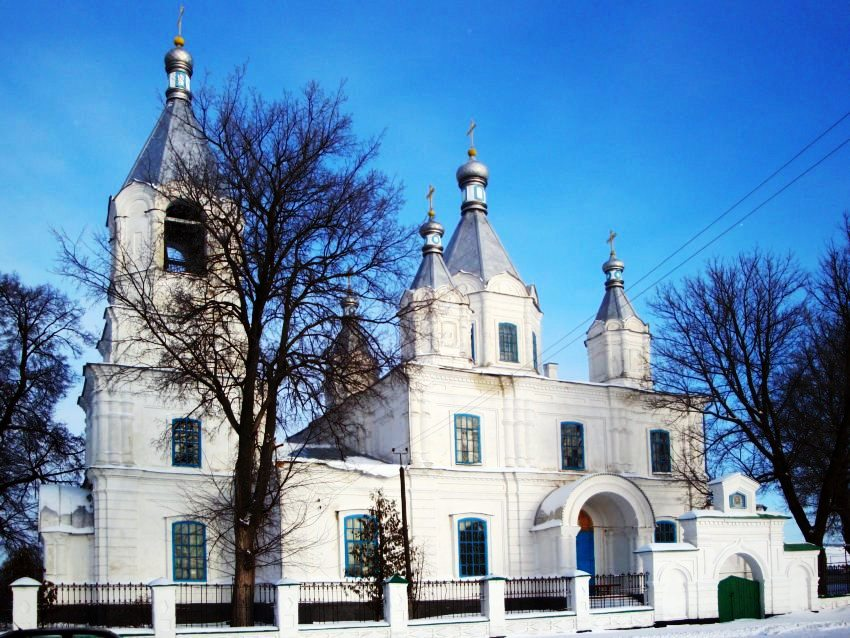
Замостье. Церковь Спаса Преображения

В селе Гуево — усадьба кн. П. Д. Долгорукова,
в селе Рубанщина — усадьба Тахтамировых,
в селе Горналь — Большое Горнальское городище в составе археологического комплекса Горналь и Горнальский Свято-Николаевский Белогорский мужской монастырь (основан в 1672),
в Судже — церковь Святой Троицы и Вознесения Господня (1812), церковь Покрова Пресвятой Богородицы (1799—1828),
в селе Замостье — церковь Преображения Господня (1865).

## Археология и палеогенетика
- На территории Суджанского района найдено семь вещевых кладов VII века, которые входят в группу днепровских раннесредневековых кладов или «древностей антов»: новосуджанский, фанасеевский, княжьинский, куриловский, суджанский-замостянский, конопельский, уланковский. Возможно, на Нижней Судже в VII веке располагался один из центров власти днепровского союза племён[35]
- Близ села Уланок найдено два литых височных кольца пастырского типа с клювовидными отростками и браслет с подгранёными полыми расширенными концами VII века. Это самая удалённая от Пастырского городища и северная находка височных колец этого типа[36]
- У представителя волынцевской культуры из разновременного поселения Куриловка-1 определили митохондриальную гаплогруппу H1b. Его полный митохондриальный геном оказался полностью идентичен геному венгерского короля Белы III (правил в 1172—1196 гг.), матерью которого была Ефросинья Мстиславна — дочь Великого киевского князя Мстислава и внучка новгородского посадника Дмитра Завидича, и современному геному из Дании[37]

## Люди, связанные с районом
Художники Л. И. Соломаткин, Ф. П. Нестеров, П. К. Лихин, Богомазов В. Ф., Прилуцкий С. Ф., актёр М. С. Щепкин, авиаконструктор М. И. Гуревич, композитор А. М. Абаза, князь П. Д. Долгоруков, революционер П. А. Заломов, историки д.и.н. М. В. Левченко и М. М. Клевенский, профессор, д.м.н. К. И. Пикин, писатель Сергиенко, учёный-математик П. И. Котельников, учёный-изобретатель, д.т. н. Б. Г. Скрамтаев, засл.худ РФ, член-кор РАХ, скульптор А. В. Тарасенко, сов. парт. деятель В. И. Поляков.